# Stomp the Yard
Stomp the Yard är ett amerikanskt romantiskt drama och dansfilm från 2007.

## Handling
Streetdansaren DJ, spelad av Columbus Short, hamnar i bråk i Los Angeles vilket leder till att hans bror Duron, spelad av Chris Brown dödas. DJ flyttar till Georgia för att gå på Truth University och starta ett nytt liv. Redan första dagen på universitetet attraheras han av April, spelad av Meagan Good. DJ ansluter sig till ett gäng streetdansare. De nya vännerna vill ha med honom i en nationell danstävling vilket tvingar honom han välja mellan att fortsätta sin utbildning och försöka bli tillsammans med April eller skjuta allt åt sidan för att försöka vinna tävlingen.

## Rollista
- Columbus Short - DJ
- Meagan Good - April
- Ne-Yo - Rich Brown
- Darrin Henson - Grant
- Harry J. Lennix - Nathan Williams
- Valarie Pettiford - Jackie Williams
- Brian J. White - Sylvester
- Laz Alonso - Zeke
- Jermaine Williams - Noel
- Chris Brown – Duron Williams

## Soundtrack
1. Go Hard or Go Home - E-40 featuring The Federation
2. Vans - The Pack
3. Poppin - Chris Brown
4. Sign Me Up - Ne-Yo
5. The Champ - Ghostface Killah
6. Walk It Out - DJ Unk
7. Pop, Lock, and Drop It - Huey
8. The Deepest Hood - Al Kapone
9. Come On - Bonecrusher featuring Onslaught
10. Supermixx's Black In The Building" - Public Enemy
11. Storm - Cut Chemist featuring Mr. Lif & Edan
12. In the Music - The Roots featuring Malik B & Porn
13. Ain't Nothing Wrong with That - Robert Randolph & The Family Band
14. Bounce Wit Me - R.E.D. 44